# Polyamia tolteca
Polyamia tolteca är en insektsart som beskrevs av Kramer 1965. Polyamia tolteca ingår i släktet Polyamia och familjen dvärgstritar. Inga underarter finns listade i Catalogue of Life.